# Flexiseps meva
Flexiseps meva — вид сцинкоподібних ящірок родини сцинкових (Scincidae). Ендемік Мадагаскару.

## Поширення і екологія
Flexiseps meva відомі з кількох місцевостей, розташованих на півночі центрального Мадагаскару. Вони живуть у вологих тропічних лісах. Зустрічаються на висоті від 800 до 1150 м над рівнем моря.